# 阿保神社 (神川町)
阿保神社（あぼじんじゃ）は、埼玉県児玉郡神川町の神川沿いにある神社。祭神は大己貴命、素盞嗚尊、伊弉冉尊、瓊瓊杵尊、大宮女大神、布留大神の六神。武蔵国賀美郡の式内小社「今城青坂稲実神社」の論社。旧社格は村社。

## 由緒
延暦3年（784年）、伊賀国阿保村の阿保朝臣人上が「今城青坂稲実神社」を創祀した。
村名「阿保村」は本国と同名の村から、社号「今城」は一城を築いたこと、社号「青坂」は阿保と音の近かった「青」が起源とされている。
なお、阿保朝臣人上は、延暦5年（786年）8月8日には「武蔵守」（武蔵国国司）、延暦9年（790年）2月6日には「大学頭」（現在の大学の学長）となっていた。
治承4年（1180年）、阿保二郎実光が社殿を造営した。
天正5年（1577年）、阿保村から関口村が分村した。関口村は、「六所明神社」（当社）の奥に鎮座していた「丹生社」を阿保村から関口村に遷座させて関口村の鎮守（現在の「今城青坂稲実池上神社」）とした。
文政元年（1818年）、村民が荒廃していた当社を再建した。江戸時代には社号を「六所明神社」としていた。
明治43年（1910年）5月3日、式内社「今城青坂稲実荒御魂神社」の論社とされている字稲荷宿の稲荷神社を合祀して、社号を現在の「阿保神社」に改称した。
社格
- 享保12年（1727年） - 正一位（六所大明神）
- 大正5年（1926年）12月23日 - 神饌幣帛料供進社

## 祭神
- 大己貴命（おおなむちのみこと）
- 素盞嗚尊（すさのおのみこと）
- 伊弉冉尊（いざなみのみこと）
- 瓊瓊杵尊（ににぎのみこと）
- 大宮女大神（おおみやのめ）
- 布留御魂大神（ふるのみたまのおおかみ）

## 摂末社
- 古峰社
- 天満宮
- 蚕影大神、神明宮、稲荷大神、白山社、八坂社、十二天社

## アクセス
- JR八高線丹荘駅のバス停「丹荘駅」から朝日バス「本庄神泉線」乗車。バス停「元阿保」下車徒歩20分
- JR高崎線本庄駅から朝日バス「本庄神泉線」乗車。バス停「元阿保」下車徒歩20分